# Johann Asbeck Torck
Johann Asbeck Torck (* im 16. Jahrhundert; † 1639) war Domherr in Münster.

## Leben

### Herkunft und Familie
Johann Asbeck Torck entstammte dem westfälischen Uradelsgeschlecht Torck, aus dem im Mittelalter zahlreiche kaiserliche Hofbeamte, Ritter, Edelknaben und Amtsleute hervorgegangen sind. Er war der Sohn des Rotger Torck zu Asbeck und dessen Gemahlin Anna von Asbeck. 1596 erhielt er zusammen mit seinem Bruder Johann die Burg Lengerich als Lehen.
Johann, von 1577 bis 1613 Domherr in Münster, übernahm die Burg im Jahre 1596.

### Wirken
Johann wurde durch Matthias Nagel für die Dompräbende des Kuno von Winnenberg, der verzichtet hatte, präsentiert. Am 16. April 1582 kam er in deren Besitz. Der spätere Domherr Nikolaus von Zersen bat am 30. Juni 1597 das Domkapitel, den von Torck beabsichtigten Verzicht nicht zuzulassen, weil sich beide im Streit über die freie Präbende des verstorbenen Domherrn Dietrich von Merveldt befänden. Torck verzichtete am 17. Dezember 1597. Die Präbende ging an Johann von Hüchtebrock. Johann heiratete Sibilla von Schedelich. Die Ehe brachte die Kinder Agnes, Elisabeth, verheiratet mit Wilhelm Friedrich von Rhede (Domherr), Rotger Dietrich, verheiratet mit Anna von Schencking (ihr Sohn Johann Rotger war Generalvikar in Münster) und Sybilla, verheiratet mit Melchior von Büren (ihre Tochter Elisabeth Wilhelmina von Büren war Nachfolgerin der Äbtissin Anna Sophia Torck, die aus Johanns zweiter Ehe mit Elisabeth von Eyll stammte).